# Carrefour de l'Arbre

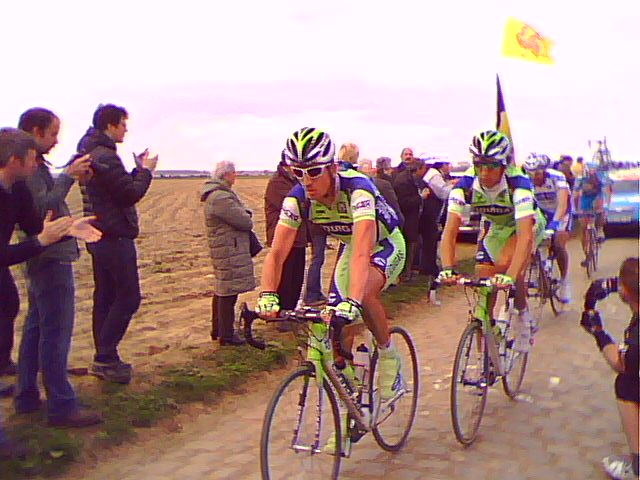
F.willems e F.pozzato (Liquigas) no sector do Carrefour de l'Arbre

O Carrefour de l'Arbre é um trecho de estrada pavimentada de 2100 metros conhecido por albergar, no segundo domingo de abril, à Paris-Roubaix, o terceiro dos cinco monumentos do ciclismo.
Está situado na França, na comuna de Gruson, na região de "Hauts de France". Durante seu traçado passa pelo lado do bar de L'Arbre, célebre pelo passo da corrida.
É o último trecho de pavé com denominação de cinco estrelas (máxima dificuldade) antes da chegada ao Velódromo de Roubaix e costuma estar situado a uns 15 km da meta, sendo o trecho de calçada número 4 em ordem de cercania à meta.
Costuma ser o passo finque da corrida já que é terreno propício para os últimos ataques da corrida.
A Associação de Amigos da Paris-Roubaix (Amis de Paris-Roubaix), criada em 1977, encarrega-se, entre outros sectores, de sua manutenção e melhora.

## Ficha técnica
- Comprimento: 2100 metros
- Dificuldades: 5 estrelas
- Sector n.º 4 (17 km de meta aprox.)